# Gerhard Neuweiler
Gerhard Neuweiler (* 18. Mai 1935 in Nagold; † 15. August 2008 in München) war ein deutscher Zoologe und Hochschulpolitiker.

## Leben und Wirken
Neuweiler begann 1955 mit seinem naturwissenschaftlichen Studium an der Eberhard Karls Universität Tübingen, das er an der Ludwig-Maximilians-Universität München fortsetzte, wo er sich 1962 bei Franz Peter Möhres über die Physiologie des Sehens bei Flughunden promovierte. Zunächst setzte er seine Untersuchungen an der Universität in Madras fort, um dann als Assistent in Tübingen eine Arbeitsgruppe aufzubauen, die die Echoortung von Fledertieren erforschte. 1972 folgte er (mit seiner Arbeitsgruppe) einem Ruf auf die Professur für Tierphysiologie an der Universität Frankfurt, von wo er 1980 an die Ludwig-Maximilians-Universität in München wechselte und bis zur Emeritierung 2003 die Arbeit seiner Vorgänger Richard Hertwig, Karl von Frisch und Hansjochem Autrum fortsetzte. 1985 wurde er zum ordentlichen Mitglied der Bayerischen Akademie der Wissenschaften ernannt. Bei einem Aufenthalt als Fellow im Wissenschaftskolleg zu Berlin lernte er den Komponisten György Ligeti kennen und schätzen, mit dem er interdisziplinär das Problem der „motorischen Intelligenz“ verfolgte.
Politisch trat Neuweiler bereits in Tübingen als Sprecher der süddeutschen Universitätsassistenten hervor, veröffentlichte 1969 eine brillante Analyse des Zustandes an den bundesdeutschen Universitäten in der ZEIT und forderte weitgehende Reformen des Hochschulsystems. In Frankfurt war er führender Vertreter der hochschulpolitischen Opposition im Konvent der Universität. Später war er als Senatsvorsitzender der DFG, Vorsitzender des Wissenschaftsrates, Kurator der VolkswagenStiftung (1994 bis 2004) sowie in zahlreichen weiteren Verbänden und Institutionen aktiv. Zwölf Jahre lang hat er zwischen 1990 und 2002 als Vorsitzender des wissenschaftlichen Beirats und als Mitglied des Aufsichtsrats die Geschicke der Deutsches Primatenzentrum GmbH (DPZ) im Sinne der Entwicklung eines Referenz- und Kompetenz-Zentrums von internationalem Rang entscheidend beeinflusst. Er ist einer der Autoren des 2004 erschienenen Memorandums „Hochschule neu denken.“ 2001/2002 war er der Präsident der Deutschen Zoologischen Gesellschaft.
Seine zentrale wissenschaftliche Leistung ist die erfolgreiche Integration von Neurophysiologie, Neuroanatomie, Verhaltensökologie und Psychophysik. Unter anderem wurde er 1990 mit der Karl-Ritter-von-Frisch-Medaille der Deutschen Zoologischen Gesellschaft ausgezeichnet. Im Jahr 1991 wurde er zum Mitglied der Leopoldina gewählt.

## Werke
- Biologie der Fledermäuse Stuttgart 1993
- Vergleichende Tierphysiologie, 2 Bände (mit Gerhard Heldmaier). Berlin 2003
- Motorische Intelligenz: Zwischen Musik und Naturwissenschaft (mit G. Ligeti). Berlin 2007
- Und wir sind es doch – die Krone der Evolution. Berlin 2009